# Доброжеланный
Доброжела́нный — посёлок в Будённовском районе (муниципальном округе) Ставропольского края России.

## География
Расстояние до краевого центра: 200 км.
Расстояние до районного центра: 10 км.
На юго-востоке: Верхние озёра
На юге: посёлок Виноградный

## История
До 16 марта 2020 года посёлок входил в упразднённый Орловский сельсовет.

## Население
| 1989 | 2002  | 2010 | 2012  | 2014 |
| ---- | ----- | ---- | ----- | ---- |
| 962  | ↗1054 | ↘840 | ↗1115 | ↘800 |

По данным переписи 2002 года в национальной структуре населения преобладают русские (89 %).

## Инфраструктура
- Начальная общеобразовательная школа № 24 поселка. Упразднена 12 января 2010 года[9].
- Фельдшерско-акушерский пункт[10]

## Кладбища
В границах посёлка расположено кладбище № 3 (общественное открытое). Вместе с кладбищами № 1, 2 и 4 города Будённовска занимает участок общей площадью 1,03 км².